# Гари Родригеш
Гари Мендеш Родригеш (собственото име на английски, другите две на португалски: Garry Mendes Rodrigues) е футболист от Кабо Верде, крило. От началото на 2017 г. играе в Анкарагюджю. Роден е 27 ноември 1990 г. в Ротердам.

## Кариера
Гари Родригеш израства в школата на Фейенорд. Не получава обаче предложение за професионален договор и през 2007 г. преминава в португалския Реал Спорт Клуб, където играе два сезона в юношеските формации на клуба.
През 2009 г. Родригеш се завръща в родината си и облича екипа на аматьорския Ксерксес. След това играе за холандския Босхойзен. В последния клуб изиграва много силен сезон 2011/12. Изявите му привличат внимание и през лятото на 2012 г. е привлечен от АДО Ден Хааг, който участва в елитната Ередивиси. Малко преди началото на сезона обаче е преотстъпен във втородивизионния „Дордрехт“. Там Родригеш също има отлични изяви. Записва 20 мача, в които отбелязва 5 гола.
През февруари 2013 г. Родригеш подписва договор за 2,5 години с Левски (София). От столичния клуб плащат 300 000 евро за правата му.
През януари 2014 г. е даден на състезаващия се в Примера дивисион отбор на Елче, като испанците подписват с него за 6 месеца с опция за продължаване от 4 години. Сумата по трансфера е в размер на 600 000 евро.
През лятото на 2015 г. гръцкия ПАОК подписва с Гари Родригеш за 3 години.

## Статистика
Към 6 май 2013 г.
| Клуб           | Сезон   | Първенство | Първенство | Купа | Купа  | Евротурнири | Евротурнири | Общо | Общо  |
| Клуб           | Сезон   | Apps       | Goals      | Apps | Goals | Apps        | Goals       | Apps | Goals |
| -------------- | ------- | ---------- | ---------- | ---- | ----- | ----------- | ----------- | ---- | ----- |
| ФК Дордрехт    | 2012/13 | 20         | 5          | 3    | 0     | –           | –           | 23   | 5     |
| Левски (София) | 2012/13 | 11         | 2          | 4    | 3     | –           | –           | 15   | 5     |
| Общо           |         | 31         | 7          | 7    | 3     | 0           | 0           | 38   | 10    |